# America's Cup 2000
La 30^ America's Cup si è svolta nel Golfo di Hauraki tra il 20 febbraio e il 2 marzo 2000. Ha visto la vittoria di Team New Zealand che ha difeso il titolo contro lo sfidante italiano Luna Rossa, alla sua prima partecipazione.

## La competizione
L'ultima coppa del millennio si è svolta per la prima volta in Nuova Zelanda. Il defender Team New Zealand dell'armatore Sir Peter Blake ha difeso con Russell Coutts la coppa conquistata per la prima volta dai neozelandesi nella precedente campagna del 1995 a San Diego contro Young America. Lo sfidante vincitore della Louis Vuitton Cup del 2000 è stata l'italiana Prada Challenge chiamata Luna Rossa con le imbarcazioni ITA 45 e ITA 48.

## Gli sfidanti
Gli Stati Uniti sono il paese più rappresentato con 5 sindacati: Team Dennis Conner con USA 55 Stars and Stripes, PACT 2000 con USA 53 e USA 58 entrambe chiamate Young America, AmericaOne con USA 49 e USA 61, Abracadabra con USA 50 e USA 54 entrambe chiamate Aloha e America True con USA 51.
Poi c'è l'Italia con Prada Challenge con ITA 45 e ITA 48 entrambe chiamate Luna Rossa, i francesi con Le Defi Français con FRA 46 Sixième Sens, i giapponesi con Nippon Challenge con JPN 44 Ashura e JPN 52 Idaten, gli spagnoli con Desafío España Copa América con ESP 47 Bravo España e ESP 56, gli australiani con Young Australia con al timone un giovane James Spithill, gli svizzeri con FAST 2000 con SUI 59 Be Happy. Venne anche costruita una imbarcazione russa con numero velico RUS 62 che però non prese mai parte alla Louis Vuitton Cup.
| Club                                    | Team               | Skipper                   | Yachts          |
| --------------------------------------- | ------------------ | ------------------------- | --------------- |
| Yacht Club Punta Ala                    | Prada Challenge    | Francesco de Angelis      | ITA-45 & ITA 48 |
| St. Francis Yacht Club                  | America One        | Paul Cayard               | USA-49 & USA-61 |
| Waikiki Yacht Club                      | Aloha Racing       | John Kolius               | USA-50 & USA-54 |
| San Francisco Yacht Club                | America True       | Dawn Riley                | USA-51          |
| Monte Real Club de Yates de Bayona      | Desafio Español    | Pedro Campos Calvo-Sotelo | ESP-47 & ESP-56 |
| Club Nautique de Morges                 | FAST 2000          | Marc Pajot                | SUI-59          |
| Union Nationale Pour La Course au Large | Le Defi BTT        | Bertrand Pacé             | FRA-46          |
| Nippon Yacht Club                       | Nippon Challenge   | Peter Gilmour             | JPN-44 & JPN-52 |
| San Diego Yacht Club                    | Team Dennis Conner | Dennis Conner             | USA-55          |
| New York Yacht Club                     | Young America      | Ed Baird                  | USA-53 & USA-58 |
| Cruising Yacht Club of Australia        | Young Australia    | James Spithill            | AUS-31          |

## Torneo di qualificazione

### Louis Vuitton Cup
La Louis Vuitton Cup si è svolta tra il 18 ottobre 1999 e il 6 febbraio 2000.

### Round robin
La prima fase della LV Cup prevede tre round robin dove ogni barca affronta tutte le altre. Il primo round robin assegna un punto per ogni vittoria, il secondo 4 mentre il terzo 9. Le prime sei barche approdano in semifinale: Luna Rossa, America One, Stars and Stripes, America True, Nippon Challenge, Le Defi.
| Pos | Team               | G  | V  | RR1 | RR2 | RR3 | Tot. punti |
| --- | ------------------ | -- | -- | --- | --- | --- | ---------- |
| 1   | Prada Challenge    | 29 | 26 | 10  | 36  | 63  | 109        |
| 2   | Nippon Challenge   | 30 | 20 | 6   | 24  | 72  | 102        |
| 3   | America True       | 30 | 21 | 6   | 32  | 63  | 101        |
| 4   | AmericaOne         | 30 | 22 | 8   | 28  | 63  | 99         |
| 5   | Team Dennis Conner | 30 | 18 | 5   | 28  | 54  | 87         |
| 6   | Le Defi BTT        | 29 | 12 | 2   | 12  | 63  | 77         |
| 7   | Desafio Espanol    | 30 | 14 | 5   | 12  | 54  | 71         |
| 8   | Young America      | 30 | 16 | 8   | 16  | 36  | 60         |
| 9   | Aloha Racing       | 30 | 11 | 4   | 12  | 36  | 52         |
| 10  | Young Australia    | 30 | 4  | 1   | 8   | 9   | 18         |
| 11  | Fast 2000          | 30 | 2  | 0   | 8   | 0   | 8          |

### Semifinale
In questa fase le semifinaliste devono affrontare tutte le barche due volte. Le prime due approdano in finale: America One e Luna Rossa, che a parità di punti con Stars & Stripes è seconda per i match race vinti contro essa. Decisiva è anche l'ultima regata, dove America True a sorpresa batte la barca di Conner.
| Pos | Team               | G  | V | P | Pt. |
| --- | ------------------ | -- | - | - | --- |
| 1   | AmericaOne         | 10 | 8 | 2 | 8   |
| 2   | Prada Challenge    | 10 | 7 | 3 | 7   |
| 3   | Team Dennis Conner | 10 | 7 | 3 | 7   |
| 4   | Nippon Challenge   | 10 | 5 | 5 | 5   |
| 5   | America True       | 10 | 3 | 7 | 3   |
| 6   | Le Defi BTT        | 10 | 2 | 8 | 2   |

### Finale
Con una spettacolare vittoria per 5-4 di Prada Challenge sugli americani di America One del timoniere Paul Cayard, l'imbarcazione italiana vince la LV Cup e diventa il challenger di Black Magic.
| Team            | I     | II    | III | IV  | V     | VI    | VII   | VIII  | IX    | Punti |
| --------------- | ----- | ----- | --- | --- | ----- | ----- | ----- | ----- | ----- | ----- |
| Prada Challenge | V     | +1:33 | V   | V   | +0:34 | +0:09 | +1:06 | V     | V     | 5     |
| America One     | +0:25 | V     | DNF | DNF | V     | V     | V     | +0:37 | +0:49 | 4     |

## Match di coppa
L'America's Cup si è svolta fra il 20 febbraio e il 2 marzo 2000 e ha visto il defender Team New Zealand battere con un sonoro 5-0 i vincitori della Louis Vuitton Cup di Prada Challenge. Per la prima volta, escludendo il San Diego Yacht Club, la coppa è stata conservata dal club che l'ha conquistata in precedenza.
| Data             | Vincitore        | Yacht  | Sconfitto       | Yacht  | Punteggio | Distacco |
| ---------------- | ---------------- | ------ | --------------- | ------ | --------- | -------- |
| 20 febbraio 2000 | Team New Zealand | NZL 60 | Prada Challenge | ITA 45 | 1-0       | 1:07     |
| 22 febbraio 2000 | Team New Zealand | NZL 60 | Prada Challenge | ITA 45 | 2-0       | 2:43     |
| 26 febbraio 2000 | Team New Zealand | NZL 60 | Prada Challenge | ITA 45 | 3-0       | 1:39     |
| 1º marzo 2000    | Team New Zealand | NZL 60 | Prada Challenge | ITA 45 | 4-0       | 1:49     |
| 2 marzo 2000     | Team New Zealand | NZL 60 | Prada Challenge | ITA 45 | 5-0       | 0:48     |